# Lisine
Lisine – wieś w Chorwacji, w żupanii karlowackiej, w gminie Vojnić. W 2011 roku liczyła 11 mieszkańców.